# Breznița-Ocol, Mehedinți
Breznița-Ocol este satul de reședință al comunei cu același nume din județul Mehedinți, Oltenia, România.